# Рјазањска област
Рјазањска област (рус. Рязанская область) је конститутивни субјект Руске Федерације са статусом области на простору Средишњег федералног округа у европском делу Русије. Укупан број становништва, према попису из 2010. године износи 1.154.114.
Административни центар области је град Рјазањ.

## Етимологија
Област носи име по древној територији Рјазањ, која се налазила са десне стране реке Ока, где је око 800. године основан древни град Стари Рјазањ, као средиште Рјазањске кнежевине, а 1095. године и нова престоница, данашњи град Рјазањ.
Име топонима, потиче од староруске речи Рѣзанъ, а јавља се као присвојни придев у мушком роду у облику пасива и значи -резаног, исеченог. С обзиром да је древна територија, дуго времена, реком Ока, била и физички одвојена (одрезана, одсечена) од остатка руских земаља, сматра се да је то био разлог за добијање овог имена.

## Географија
Рјазањска област се граничи са Владимирском (С), Нижегородском области (СИ), Мордовијом (И), Пензенском (ЈИ), Тамбовском (Ј), Липецком (ЈЗ), Тулском (З) и Московском области (ЈЗ).
У погледу физичке географије, Рјазањска област лежи у централном делу источноевропске низије. Терен је раван, са највишом тачком не више од 300 м надморске висине. Земља је подзол и богата на левој обали реке Оке, мењајући земљиште јужније на плоднији подзол.

### Хидрографија
Већина Рјазањске области лежи у басену Волге, где је река Ока главна река подручја.

## Историја
Људско окупирање подручја Рјазањске области датира најраније из периода горњег палеолита. Племена Поволшких Финаца су окупирали регион пре асимилације и протеривања источних Словена, процес који се практично завршио до 13. века.
Област Рјазањ постала је део политичког система Кијевске Русије и доспео је под доминацију кнежевине Чернигова (основана 988. године). Кнежевина Рјазањ је функционисала као посебан ентитет од 1097. до 1521. године, када је област постала део Велике московске кнежевине, иако је округ Касим Ханате задржао неку аутономију све до 1550.
Данашња Рјазањска област, формирана из Московске и Вороњешке области, датира из 1937. године.

## Економија
Рјазањска област је део централног економског региона. Подручје је на економски повољном географском положају захваљујући водотоковима и копненим путевима који пролазе кроз њега и пружају стабилне домаће и спољне економске везе. Сматра се како индустријском тако и аграрном области. Основу пољопривреде ове области су сточарство и култивација биљака. Сточарство је специјализовано за узгој домаћих говеда, свиња, оваца и живине. Пчеларство је такође добро развијено у области.

## Становништво
| 1989.     | 2002.     | 2010.     |
| --------- | --------- | --------- |
| 1,345,924 | 1,227,910 | 1,154,114 |

2012
- Рођења: 12 351 (10.8 на 1000)
- Смрти: 18 723 (16.3 на 1000)[5]
- Стопа укупног фертилитета:[6]
  - 2009 - 1.42 | 2010 - 1.44 | 2011 - 1.45 | 2012 - 1.54 | 2013 - 1.55 | 2014 - 1.60 | 2015 - 1.64 | 2016 - 1.70(e)

Етнички састав (2010):
- Руси - 95,1%
- Украјинци - 0,8%
- Јермени - 0,5%
- Мордвини - 0,5%
- Татари - 0,5%
- Азери - 0,4%
- Узбеци - 0,3%
- Други- 1,9%
- 74.419 људи је регистровано из административних база података и нису се изјаснили у вези са својом етничком припадношћу. Процењује се да је проценат етничких група у овој групи исти као и код пријављене групе.[7]

### Попис из 2002. године
- Руси = 1.161.447 (95,6%)
- Украјинци = 12.671 (1,0%)

### Попис из 2010. године
- Руси = 1.026.919 (95,1%)
- Украјинци = 8.894 (0,8%)

### Религија
| Религија у Рјазањској области од 2012. године.‍ | Религија у Рјазањској области од 2012. године.‍ | Религија у Рјазањској области од 2012. године.‍ | Религија у Рјазањској области од 2012. године.‍ | Религија у Рјазањској области од 2012. године.‍ |
| ---------------------------------------------- | ---------------------------------------------- | ---------------------------------------------- | ---------------------------------------------- | ---------------------------------------------- |
|                                                |                                                |                                                |                                                |                                                |
| Руски православци                              | Руски православци                              |                                                | 0                                              | 63%                                            |
| Други православци                              | Други православци                              |                                                | 0                                              | 1%                                             |
| Други хришћани                                 | Други хришћани                                 |                                                | 0                                              | 3,2%                                           |
| Муслимани                                      | Муслимани                                      |                                                | 0                                              | 1%                                             |
| Родноверје и друге изворне вере                | Родноверје и друге изворне вере                |                                                | 0                                              | 0,6%                                           |
| Духовни али не религиозни                      | Духовни али не религиозни                      |                                                | 0                                              | 15,3%                                          |
| Атеисти иирелигиозни                           | Атеисти иирелигиозни                           |                                                | 0                                              | 8,9%                                           |
| Други и недефинисани                           | Други и недефинисани                           |                                                | 0                                              | 7%                                             |

Према анкети из 2012. године, 63% популације Рзјањске области се изјашњава као Руски православци, 3% су Други хришћани, 1% су други православци који не припадају цркви или припадају другим не-руским црквама, 1% су муслимани, а 1% становништва су припадници родноверје и других изворних вере. Осим тога, 15% становништва изјављује да су духовни али не религиозни, 9% су атеисти, а 7% следи друге религије или није дало одговор на питање.